# Похьянен, Бенгт
Бенгт Эрик Похьянен (фин. Bengt Erik Pohjanen; род. 26 июня 1944, Паяла, лен Норрботтен) — шведский писатель, православный священник и переводчик финского происхождения.
В 2000 году в Эверкаликсе, населённом пункте на севере Швеции, где проживает Похьянен, на личном участке им была построена православная церковь в честь Преображения Господня.

## Награды и премии
- Rubus Arcticus (1995)
- Eyvind Johnson literature prize (2010)[3].